# 라르스 루돌프

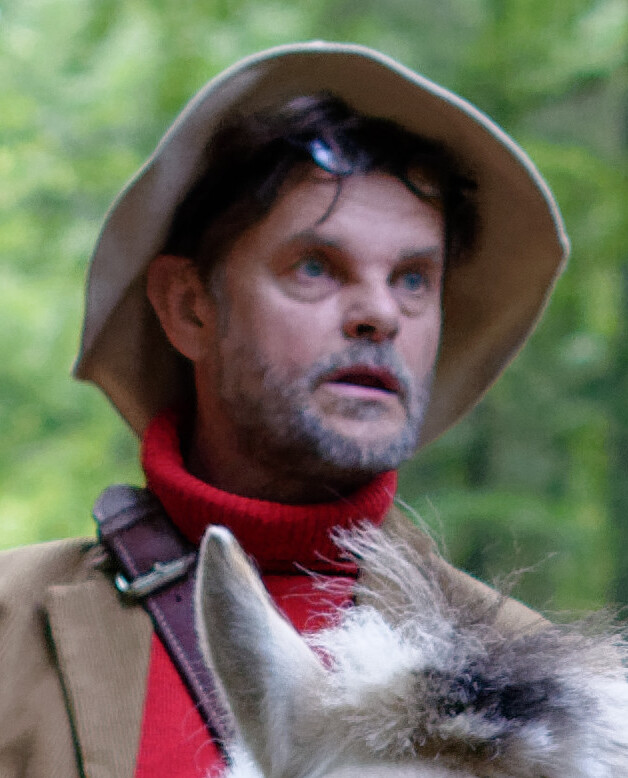

라르스 루돌프(독일어: Lars Rudolph, 1966년 8월 18일 ~ )는 독일의 작곡가, 배우이다.

## 영화
- 화이트 온 화이트 (2019년)
- 온리 어 데이 (2017년)
- 타이거 밀크 (2017년)
- 디투어 (2017년)
- 그가 돌아왔다 (2015년)
- 어 프로레탈리안 윈터즈 테일 (2014년)
- 경관의 아내 (2013년)
- 데저트/익스테리어/데이 (2009년)
- 소울 키친 (2009년)
- 왕의 편지 (2008년)
- 나의 영도자 - 아돌프 히틀러에 관한 진실 (2007년)
- 왜 남자는 경청을 못하고 여자는 주차를 못할까? (2007년) - 우도 역
- 천국의 가장자리 (2007년)
- 생으로부터의 휴가 (2005년)
- 리엔 네 바 플러스 (2004년)
- 루터 (2003년) - 멜란히톤 역
- 앤트맨 (2002년)
- 카.프.카. 단편 (2001년)
- 버팔로 솔저 (2001년)
- 티라나 영년 (2001년)
- 공주와 전사 (2000년)
- 베크마이스터 하모니즈 (2000년)
- 갈 곳 없는 삶 (2000년)
- 은행을 털어라 (2000년)
- 트루빌 해변 (1998년) - 빌 역
- 상속자 (1998년)
- 롤라 런 (1998년)
- 땅 위에서의 뱃멀미 (1996년)
- 종합 치료법 (1996년)
- 바람둥이 (1995년)